# Eleonora av Kastilien (1307–1359)
Eleonora av Kastilien , född 1307, död 1359, var en drottning av Aragonien; gift 1329 med kung Alfons IV av Aragonien. 
Eleonora övertalade sin Alfons att donera stora förläningar till hennes söner, vilka inte var berättigade till Aragoniens krona eftersom maken redan hade en son i förra giftet, Eleonoras styvson Peter. Dessa förläningar orsakade konflikter med adeln, vilka delade sig i två fraktioner; den ena på tronarvingen Peters sida, den andra på Eleonoras och hennes söners sida. 
Efter makens död flydde hon med sina söner till Kastilien undan sin styvson. År 1359 fängslades och mördades Eleonora av sin brorson, Kastiliens monark.